# Wilhelm Karl von Isenburg
Wilhelm Karl Hermann Prinz von Isenburg (* 16. Januar 1903 in Darmstadt; † 23. November 1956 in Mülheim an der Ruhr) war ein deutscher Angehöriger des Hochadels, Genealoge und nationalsozialistischer Sippenforscher.

## Herkunft
Er war ein Sohn des Erbprinzen Leopold von Isenburg und Büdingen in Birstein (* 10. März 1866; † 30. Januar 1933) und seiner Gattin Prinzessin Olga, geborene Prinzessin von Sachsen-Weimar-Eisenach (* 8. September 1869; † 12. Januar 1924). Damit war er ein Enkel des Fürsten Karl zu Isenburg-Birstein und Neffe des Fürsten Franz-Joseph zu Isenburg-Birstein, außerdem Enkel des Prinzen Herrmann von Sachsen-Weimar-Eisenach und Urenkel des Königs Wilhelm I. von Württemberg. Wilhelm Karls Vater Leopold hatte 1898 zu Gunsten seines jüngeren Bruders auf sein Erstgeburtsrecht verzichtet, sodass er nie Fürst und Standesherr wurde.

## Wirken
Nach dem Abitur studierte Wilhelm Karl von Isenburg Geschichte mit besonderem Schwerpunktfach der Genealogie, der sein ganzes zukünftiges Leben gehören sollte. Schon 1925 veröffentlichte er Meine Ahnen, wo er den „Ahnenschwund“ noch nicht beachtete. 1928 veröffentlichte er seine Schrift Genealogie als Lehrfach. Zugleich Einführung in ihre Probleme.
Sicher hatte der Prinz von Isenburg Kenntnis von den Publikationen des Genealogen-Papstes Stephan Kekule (er schrieb sich ohne accent) aus dem Haus Kekulé von Stradonitz, auch zum Thema der korrekten Nummerierung von Vorfahren. Da ja der Ahnenschwund – besonders im Hochadel – von großem Interesse ist, wundert es, wenn auf Isenburgs Tafel 98 unter Nrn. 1798/1799 die Ehe (1572) Solms-Laubach mit Schönburg-Glauchau auf Tafel 99 mit den Nummern 1802/1803 abermals auftaucht, ohne Querverweis.
Neben diesem Ahnenschwund haben sowohl Kekule als auch Isenburg nicht bemerkt, dass es – wiederum besonders auffällig im Hochadel – auch ein Phänomen der Ahnenvermehrung zu beobachten gibt, wenn es für einen Probanden  weitere lineare Vorfahrenlinien gibt, wo mehrere Kinder bedeutender Vorfahren (Wilhelm von Oranien, oder der "Große Kurfürst" zum Beispiel) – oft aus verschiedenen Ehen – die Wirkung des Ahnenschwundes mindern.
Genealogie war ihm aber nicht nur eine Hilfswissenschaft, sondern Sammelbegriff erbbiologischer und geistesverwandter Disziplinen. Beruflich wandte von Isenburg sich zunächst der biologischen Seite zu und arbeitete ab 1929 als genealogischer Assistent am Pathopsychologischen Institut der Universität Bonn. Seit 1933 fungierte er, der auch Mitglied der Deutschen Adelsgenossenschaft ohne Landesabteilungszuordnung war, dort als Privatdozent für Erbforschung. 1936 wechselte er zur Reichsstelle für Sippenforschung des Reichsministeriums des Innern nach Berlin und war schließlich seit 1937 beamteter außerordentlicher Professor für Sippen- und Familienforschung in München.
Er trat zum 1. Mai 1933 der NSDAP bei (Mitgliedsnummer 2.227.031), war ab dem 1. Juli 1933 Mitglied des Nationalsozialistischen Lehrerbunds, außerdem gehörte er in den Folgejahren als SA-Standartenführer der Obersten SA-Führung an.
Nach dem Ende des Zweiten Weltkrieges wurde er 1946 des Amts enthoben und im Folgejahr wieder eingesetzt. Nur hieß sein Fachgebiet seit 1946 Historische Genealogie. 1947 wurde er aus Gesundheitsgründen pensioniert. 1932 veröffentlichte er ein Werk über die Ahnen der deutschen Kaiser und Könige, 1934 lieferte er eine erneute Einführung in die Familienkunde, 1936 bis 1937 die Stammtafeln zur Geschichte der europäischen Staaten, die 1953 unter der Neubearbeitung von Frank Freytag von Loringhoven erneut aufgelegt wurden. Dazwischen erschienen Werke der NS-Sippenforschung, so 1933 Das Problem der Rassenreinheit, 1938 die Sippenkunde und 1943 die Sippen- und Familienforschung.
Daneben war er Verfasser einiger Artikel des Großen Brockhaus. Seit 1947 im Ruhestand lebend, verstarb von Isenburg nach langem Leiden im 53. Lebensjahr.

## Familie
Am 30. April 1930 heiratete er Helene Elisabeth Gräfin von Korff genannt Schmising-Kerssenbrock, die als Tochter des Forstmeisters von Hatzfeld (Eder), Graf Alfred von Korff, genannt Schmising-Kerssenbrock, und seiner Frau Helene, geb. Freiin von Hilgers, geboren wurde.

## Schriften
- Meine Ahnen, Ahnentafel nebst Register und Quellennachweisen, Leipzig, Degener & Co., Inh. Oswald Spohr, 1925
- Das Problem der Rassenreinheit. Beyer, Langensalza 1933.
- Einführung in die Familienkunde. Quelle & Meyer, Leipzig 1934.
- Gestaltwandel im deutschen Adel. Hausmann, Berlin 1935.
- Sippenkunde. Stenger, Erfurt 1938.
- Ahnentafeln der Regenten Europas und ihrer Gemahlinnen. Stargardt, Berlin 1938.
- Historische Genealogie. Oldenbourg, München 1940.
- Isenburg-Ysenburg. Stargardt, Berlin 1941.
- Sippen- und Familienforschung. Carl Winter Univ. Verl., Heidelberg 1943.

## Genealogie
- Hans Friedrich von Ehrenkrook, Jürgen Thiedicke von Flotow-Stuer, Johann Georg von Rappard et al: Genealogisches Handbuch der Fürstlichen Häuser 1951, Band I, Band 1 der Gesamtreihe GHdA, Hrsg. Deutsches Adelsarchiv, C. A. Starke Verlag, Glücksburg Ostsee 1951, S. 253 f. ISSN 0435-2408